# Moehringia hypanica
Moehringia hypanica là loài thực vật có hoa thuộc họ Cẩm chướng. Loài này được Grin & Klokov mô tả khoa học đầu tiên năm 1951.